# Термаерогеніт
Термаерогеніт — мінерал, дуже рідкісний оксид супергрупи шпінелі з кінцевим складом Cu2+Al2O4. Він кристалізується з кубічною симетрією і являє собою коричневі октаедричні кристали розміром до 0,1 мм.
Типова місцевість — арсенатна фумарола вулкана Толбачик на півострові Камчатка в Росії.
Термаерогеніт — надзвичайно рідкісний мінерал: знайдений на планеті лише в типовій місцевості — фумаролі «Арсенатна» на другому шлаковому конусі північного виверження великого тріщинного виверження Толбачик у 1975 році. Фумарола «Арсенатна», що містить близько 150 мінералів, є однією з найбагатших мінералами фумарол у світі. Це типове місце концентрації 67 мінералів. Приблизно 30 інших наразі охарактеризовано неадекватно.